# Маскара Дорада
Мáскара Дорада (роден на 3 ноември 1988) е мексикански лучадор.
Понастоящем е подписал с WWE под името Гран Металик и участва в шоуто Първична сила. Той е най-добре познат с десетилетното му участие в Consejo Mundial de Lucha Libre. Истинското име на Мáскара Дорада не е официално документирано, традиция в мексиканското Луча Либре, където истинските имена на маскираните кечисти често не е въпрос на обществото. Кечистът, настоящо познат като Максара Дорада прави дебюта си през 2005 и работи под други имена, но се появява най-често като Мáскара Дорада. Името му на испански значи „Златната маска“.
По едно време, Дорада е четворен шампион на CMLL, носител на Националните триос титли на Мексико, Световните триос титли на CMLL Световната титла в супер лека категория на CMLL и Световната титла в полусредна категория на CMLL по едно и същ време. Носи Световната титла в полусредна категория на CMLL общо четири пъти. След десетилетие в CMLL, родната си страна Мексико, Дорадо подписва с японската компания New Japan Pro Wrestling (NJPW) през януари 2015. След година с NJPW, Дорада се връща в CMLL през януари 2016.
Прави дебютът си през 2005, използвайки маскираната персона Плата 2 и по-късно използва името „Металик“, където носи Западната титла в полусредна категория, но я предава след като получава героя Мáскара Дорада. „Максара Дорада“ е първото използвано име за обикновен лучадор, взето от Мини-Естрела, тъй като е дадено след представянето от CMLL на Маскарита Дорада през 2007.

## Професионална кеч кариера

### Consejo Mundial de Lucha Libre (2005 – 2016)
Лучадорът, по-късно познат като Мáскара Дорада прави дебюта си на 14 юли 2005, след като е трениран от Гран Кохис и Ел Сатáнико. Неговият герой е Плата 2, копие на оригиналния Плата, който се бие от началото до средата на 90-те. Представя се за Плата 2 за кратко, след като името му е променено на Металик, „метален“ външен вид на „Плата 2“. Като Металик той работи най-често за марката Гуадалахара на Consejo Mundial de Lucha Libre, учейки се докато е на локално ниво. На 13 април 2008 Металик побеждава кечиста Депредатор за Западната титла в полусредна категория, локалната титла в полусредна категория. Около месец по-късно Металик печели първия си Лучас де апуестас мач, печелейки косата на Жек. Спечелването на титлата и косата, показва, че CMLL имат планове за бъдещето на Металик. Металик участва в изданието за 2008 на Торнео Гран Алтернатива, между отбори от новодошъл и ветеран, Металик партнира с Дос Карас, младши и стига до финала преди да загуби от Ултимо Дракон и Дракон Рохо, младши.
През 2007 CMLL наема Маскарита Саграда 2000, но не могат да го наричат така, заради правата над името от вражеската компания. Вместо това CMLL избира да смени името на мини лучадора на Маскарита Дорада. Героят и кечистът са толкова успешни, че през есента на 2008, CMLL обявяват, че създават „голяма“ версия на Маскарита Дорада. Традиционно минитата са представени след съществуващ Лучадор, но този път минито е създадено преди „Обикновения“. На 7 ноември 2008 Металик е преобразен и прави дебюта си като Мáскара Дорада, помагайки на отбора си да победят триото на Аверно, Мефисто и Ефесто. Мáскара Дорада продължава да работи в отборни мачове по средата на шоутата да пролетта на 2008, с главен успех. На 9 април 2009 CMLL обявяват, че освобождават Роки Ромеро от Световната титла в супер лека категория на CMLL и обявяват, че турнир ще определи новия шампион, провеждащ се на 7 април 2009, един от обявените участници е Мáскара Дорада. На тази нощ Мáскара Дорада печели Торнеро Кибернетико надделявайки девет други кечиста, ставайки шампион в супер лека категория на CMLL.
Тъй като е носител на титла на CMLL, Дорада участва в първия турнир за „Универсална титла“, но е елиминиран в първия кръг от Блек Уориър. На 19 декември 2009 е обявено от Comisión de Box y Lucha Libre Mexico D.F., че Подер Мексика е освободен от Националните триос титли на Мексико, тъй като Блек Уориър напуска CMLL, разделяйки отбора. По същото време, обявяват турнир между осем отбора за новите триос шампиони. Първата част от турнира се провежда на 22 декември, а втората на 29 декември. В първата част Дорада партнира с Стука, младши и Метро за пръв път и побеждават Лос Герерос Туарег (Аркангел де ла Муерте, Локо Макс и Скандало) в първия кръг и Лос Кансерберос дел Инфиерно (Вирус, Еуфория и Пóлвора) във втория, стигайки до финала. Втората част се провежда на 29 декември 2009 и в нея Подер Мексика (Сангре Азтека, Драгóн Рохо, младши и Мистериосо, младши) стигат до финала. На 6 януари 2010 Мáскара Дорада, Стука, младши и Метро побеждават Подер Мексика, ставайки новите Национанлни триос шампиони на Мексико, правейки Мáскара Дорада двоен шампион.
На 22 януари 2010 Дорада партнира с Атлантис и участват в Торнеро Насионал де Парехас Инкреиблес („Националния невероятен турнир по двойки“) на CMLL, турнир, в който отборите на CMLL включват Текнико (Дорада) и Рудо (Атлантис). Двамата побеждават Драгóн Рохо и Ла Сомбра в началния кръг, Мистер Ниебла и Максимо във втория и Мистико и Аверно в полуфиналите, получавайки място в турнира. По време на турнира Атлантис носи своята стара Текнико бяла маска, биейки се технически. На 5 февруари 2010 Дорада и Атлантис побеждават Негро Касас и Ла Мáскара във финалите и печелят турнирът.
На 14 май 2010 Дорада партнира с Ла Сомбра и Ла Мáскара побеждавайки Световните триос шампиони на CMLL Ла Ола Амарила (Хироши Танахаши, Окумура и Тайчи) в мач без заложба, получавайки шанс за титлите на следващата седмица. Седмица по-късно трито побеждава Ола Амарила отново, побеждавайки японците които печелят титлите две седмици преди това. След като е носител на три титли на CMLL Дорада участва в турнира за Универсална титла за 2010. Дпрада е част от „Блок А“, който се провежда на шоуто Супер Виернес на 30 юли 2010. Той е първия елиминиран от кралска битка и тогава побеждава партньора си, Националния триос шампион на Мексико Стука, младши в първия кръг на турнира. Дорада е елиминиран във втория кръг, губейки от Ултимо Гереро. На 7 септември 2010 Дорада побеждава Негро Касас и печели Световната титла в полусредна категория на CMLL, правейки го четворен шампион на CMLL, първият в историята на компанията. На 18 ноември 2010, Дорада обявява, че освобождава Националната триос титла на Мексико, която Метро и Стука, младши продължават да носят с нов партньор.
На 22 януари 2011, Дорада губи Световната титла в полусредна категория на CMLL от Рюске Тагучи на Фантастика Мания 2011, съ-продуцирано събитие на CMLL и New Japan Pro Wrestling в Токио, Япония. На 25 януари 2011, Мáскара Дорада и Атлантис побеждават Синята Пантера и Драгóн Рохо, младши във финалите, печелейки Торнео Насионал де Парехас Инкреиблес за втора година подред. На 7 април Дорада освобождава Световната титла в супер лека категория на CMLL, твърдейки че се мести в средната дивизия. След като Дорада се връща от Япония със Световната титла в полусредна категория на CMLL, Ла Генерацион Дорада губят Световните триос титли на CMLL от Лос Хихос дел Аверно (Аверно, Ефесто и Мефисто) на 15 юли 2011. На 11 ноември 2012, Дорада губи Световната титла в полусредна категория на CMLL от Пóлвора по време на шоуто през неделя на CMLL в Arena Mexico.
На 2 юни 2013, Дорада побеждава Негро Касас и печели Световната историческа титла в полусредна категория на NWA за пръв път. На 16 юни, Дорада и неговата нова групировка Лос Естетас дел Айре („Въздушни естети“), сформирана с Мистико и Валентине, печелят Световните триос титли на CMLL. На 19 ноември, Дорада губи Световната историческа титла в полусредна категория на NWA от Воладор, младши. На 28 март 2014, Лос Естетас дел Айре също губят Световните триос титли на CMLL.
На 2 януари 2015, Дорада побеждава Негро Касас във финала на турнира и става Световен шампион в полусредна категория на CMLL за трети пръв. По-късно същия месец, заради приятелството на CMLL с NJPW, Дорада подписва едногодишен договор с NJPW, оставяйки мексиканската родна компания. Връща се в CMLL и участва в първия си мач в Мексико за повече от година на 1 февруари 2016. На 3 май 2016 четвъртата му Световна титла в полусредна категория на CMLL е отнета, когато Мефисто го побеждава за титлата.

### New Japan Pro Wrestling (2010 – 2016)
През април 2010 е обявено, че Дорада и Валентине ще пътуват до Япония в началото на май да участва в първия Отборен турнир за Супер Джей Купата на New Japan Pro Wrestling. В първия кръг на рурнира те губят от Отборните шампиони в младши тежкакатегория на IWGP Рюске Тахучи и Принц Девит за по-малко от осем минути. През ноември 2010 Дорада и Ла Сомбра участват в петдневната Отборната лига Супер Джей на New Japan. След като печелят два от четири мача в тяхната група, Сомбра и Дорада завършват трети в техния блок, пропускайки финалите на турнира. Дорада и Сомбра се връщат в New Japan на 4 януари 2011, Кеч Кралство 5 в Tokyo Dome, където побеждават Джъстин Тъндър Лайгър и Хектор Ганза в отборен мач.
Дорада се връща в New Japan а 16 април, партнирайки с Тама Тонга и побеждават Лайгър и Крал Фейл в отборен мач. Дорада работи в повечето от турнето като рудо, партнирайки с членове от групировката Хаос. На 3 май на Кеч Донтаку 2011, Дорада неуспешно предизвиква Лайгър за Световната титла в среда категория на CMLL. Турнето на Дорадо в New Japan също включва участие в турнира за 2011 Най-добрият сред Супер Младшите от края на мач до началото на юни. Дорада печели четири от осемте мача в неговия блок а турнира, което включва победи на Лайгър и Световния шампион в полусрдна категория на CMLL Рюске Тагучи и завършва шести от девет кечиста в блока си. На 18 юни, шоуто Властване 6.18 на New Japan, Дорада побеждава Тагучи и запазва Световната титла в полусредна категория на CMLL. Три дни по-късно Дорада участва в Турнира между Отбори с шестима в свободна категория за Купата на J Sports, партнирайки с шампиона в тежка категория на IWGP Хироши Танахаши и КУШИДА, побеждавайки Брайън Кендрик, Гедо и Джадо в първия кръг. а следващия ден триото е елиминирано от турнира във втория кръг от Гиганта Бернард, Джушин Тъндър Лайгър и Карл Андерсън. Турнето на Дорада свършва на следващия ден, когато той, Хиройоши Тензан, Тигровата Маска и Уатару Иноуе са победени в отборен мач между десетима от Хаос (Дик Того, Гедо, Джадо, Масато Танака и Юджиро Такахаши).
На 4 януари, 2012, Дорада се връща в New Japan на Кеч Кралство 6 в Tokyo Dome, където той партнира с Джушин Тъндър Лайгър, КУШИДА и Тигровата Маска и побеждават Атлантис, Тайчи, Така Мичиноку и Валентине в отборен мач между осем души. Дорада се връща в Япония на 21 януари и участва в шоутата Фантастика Мания 2012, партнирайки с Ръш и губейки от Хирооки Гото и КУШИДА в първата вечер. На втората вечер, Дорада успешно защитава Световната титла в полусредна категория на CMLL срещу КУШИДА. На 7 септември 2012, Дорада се връща в Япония за друго двуседмично турне на New Japan Pro Wrestling. През януари 2013, Дорада се връща в Япния и участва в тридневната Фантастика Мания 2013. По време на първия ден, на 18 януари, той партнира с Ла Мáскара и Максимо в отборен мач между шестима, където са победени от Тайчи, Така Мичиноку и Воладор, младши. На следващата вечер, Дарада и Диаманте са победени в отборен мач от Мефисто и Окумура. По време на третата и последна вечер, Дорада участва в торнео кибернетико между 12 души, от който той е осмият елиминиран от Йоши-Хаши и евентуално спечелен от Томохиро Ишии. Дорада се връща в New Japan на 23 септември 2013, работейки през цялото турне срещу групировката Клуб Куршум, което включва друг кечист на CMLL Рей Бусанеро. Турнето на Дорада приключва на 29 септември на pay-per-view турнира Разрушение, където той тушира Бусанеро в отборен мач между осем души, където е в отбора на Капитан New Japan, Тоджи Макабе и Томоаки Хонма срещу Бусанеро, Бед Лък Фейл, Карл Андерсън и Тама Тонга. Дорада се връща в Япония през януари 2014, участвайки в петдневното турне Фантастика Мания 2014. Турнето приключва на 19 януари с главния мач, където Дорада предизвиква Воладор, младши за Световната историческа титла в полусредна категория на NWA. От април до юли 2014, Дорада работи за турне на New Japan, което включва два дена в Тайван, турнето Кеч Донтаку 2014, турнира Най-добрия сред Супер младшите 2014, където завършва с резултат от три победи и три загуби, пропускайки полуфиналите на турнира, и турнето Кузина път 2014. На 25 октомври 2014, Дорада се връща на NJPW, партнирайки с Буши за Супер младши отборния турнир за 2014. Отборът губи от реДРагон (Боби Фиш и Кайл О'Райли) в първия кръг. Dorada remained with NJPW until November 8.
През януари 2015, Дорада се връща в Япония и участва в турнето Фантастика Мания 2015, по време на което той и Атлантик печелят Отборния турнир на Фантастика Мания за 2015. Участието на Дорада в турнето се гради около враждата му с Ла Сомбра, която кулминира в индивидуален мач между двамата на 19 януари, където Ла Сомбра печели. По време на последното шоу, Дорада обявява, че е подписал едногодишен договор с NJPW. След като прави решение за сливане на Световната титла в полусредна категория на CMLL и Титлата в младши тежка категория на IWGP, Дорада предизвиква за титлата на IWG, предизвиквайки настоящия шампион Кени Омега на 11 февруари на Ново начало в Осака. Той получава шанс за титлата на 5 април на Нашествена атака 2015, но е победен от Омега. На следващия месец, Дорада участва в Най-добрия сред Супер младшите 2015. Завършва трети в негория блок с пет победи и две загуби, проваялйки се да стигне до финала. На 19 декември, Дорада губи Световната титла в полусредна категория на CMLL от Буши, след външна намеса от партньора на Буши от Лос Ингобернаблес де Хапон Ивъл. Той си връща титлат от Буши на 22 януари 2016, на Фантастика Мания 2016. олседния мач на Дорада по договор на NJPW се провежда два дена по-късно.

### WWE

#### Полутежка класика (2016)
На 13 юни 2016, WWE обявяват, че Дорада, под името „Гран Металик“ ще участва в предстояващия турнир Полутежка класика. В интервюта, той разкрива, че ще участва само в Полутежката класика с WWE и че е напълно с CMLL зад това. Той посочва Фин Бáлър, който работи като Принц Девит в NJPW като причината за поканата му в турнира. Той иска да използва „Металик“ за име на ринга, но WWE решават да използват „Гран Металик“ вместо това. Турнирът започва на 23 юни, където Металик побеждава Алехандро Саез в първия кръг. На 14 юли, Металик побеждава Таджири във втория кръг. На следващия ден, е обявено че Металик е подписал с WWE. На 26 август, Металик побеждава Акира Тозауа, стигайки до полуфинала на Полутежка класика. На 14 септември, епизода на CWC, Металик побеждава Зак Сейбър, младши и стига до финала на Полутежка класика. На същата вечер, той е победен във финалите от Ти Джей Пъркинс.

#### Първична сила (2016)
На 3 септември 2016, епизод на Първична сила, е обявено че Металик е част от предстоящата полутежка дивизия на WWE.

## Личен живот
По време на интервю през 2016 с Lucha World, Мáскара Дорада разкрива, че е баща на две малки момичета. Неговото семейство све още живее в Гуадалахара, Халиско. Той има роднини, живеещи в Лос Анджелис, Калифорния, докато Дорада живее в Мексико Сити.

## В кеча
- Финални ходове

- Diving Corkscrew somersault senton bomb
- Dorada Screwdriver (CMLL/NJPW) / Metalik Driver (WWE) (Samoan Driver)
- Springboard dragonrana

- Ключови ходове

- Brillo Dorada (Topé con Giro, след springboard от горното въже)
- Double jump springboard victory roll
- Версии на hurricanrana
  - Дорада бяга по рампата, прескача въжетата и прави hurricanrana
  - Double jump springboard
  - Slingshot

- Topé con Giro
- Sunset flip powerbomb

- Прякори

- "El Joven Maravilla" (На испански „Детето чудо“)
- Краля на въжетата (WWE)
- Коронното бижу на Луча либре (WWE)

- Входни песни

- El Son de la Negra на Mariachi Vargas de Tecalitlán
- "Tornado" на May's
- "Mariachi Core" на George Gabriel (WWE; 13 юли 2016 – 14 септември 2016)
- Metálico на CFO$ (WWE; 19 септември 2016 – )

## Шампионски титли и отличия
- Consejo Mundial de Lucha Libre

- Световен шампион в супер лека категория на CMLL (1 път)
- Световен триос шампион на CMLL (2 пъти) – с Ла Собра и Ла Мáскара (1) и Мистико и Валентине (1)
- Световен шампион в полусредна категория на CMLL (4 пъти)
- Национален триос шампион на Мексико (1 път) – с Метро и Стука, младши
- Световен исторически шампион в полусредна категория на NWA (1 път)
- Западен шампион в полусредна категория (1 път)
- CMLL Торнео Насионал де Парехас Инкреиблес (2010, 2011) – с Атлантис
- Торнео Корона – с Ла Сомбра
- CMLL Трион на Годината (2010) – с Ла Сомбра и Ла Мáскара

- New Japan Pro Wrestling

- Отборен турнир на Фантастика Мания (2015) – с Атлантис

- Pro Wrestling Illustrated

- PWI го класира като #152 от топ 500 индивидуални кечисти в PWI 500 през 2013

### Лучас де апуестас
| Победител (залог) | Загубил (залог) | Място                | Събитие      | Дата        | Пояснение |
| ----------------- | --------------- | -------------------- | ------------ | ----------- | --------- |
| Металик (маска)   | Жек (коса)      | Гуадалахара, Халиско | Живо събитие | 18 май 2008 | [ 6 ]     |

## Пояснения
1. ↑  Мистико е носител на пет титли по това време, но две от тях не се зачитат от CMLL.